# ماهی خوراک

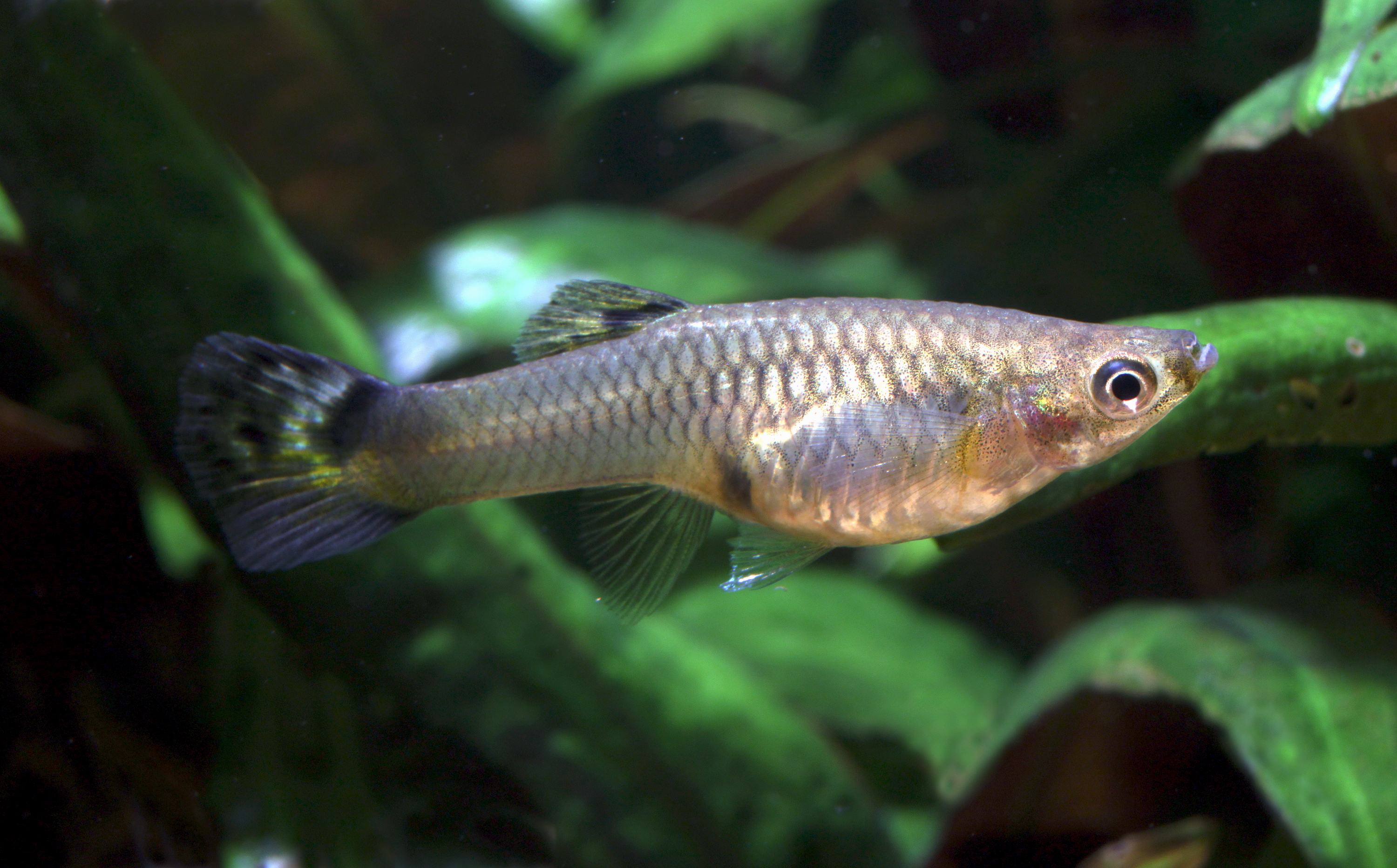
گوپی یک نمونه رایج از ماهیان خوراکی ریز است

ماهی خوراک یا ریزماهی خوراک یا خوراک ریزماهی (به انگلیسی: Feeder fish) نام رایج انواع خاصی از ماهیهای کوچک و ارزان‌قیمت است که معمولاً به عنوان غذای زنده برای دیگر جانوران اسیر مانند ماهیان شکارگر (به عنوان مثال کوسه آکواریومی، ماهی آزاد پرورشی و ماهی تن) یا ماهیان آکواریومی گوشت‌خوار (مانند اسکار، گار، هامور و ریس تغذیه می‌شوند). لاک‌پشت‌ها، تمساح‌ها و دیگر ماهی‌خوارانی که به‌طور طبیعی در اکوسیستم‌های آب شیرین، شور یا لب‌شور شکار می‌کنند (حیوانات باغ وحش مانند گریزلی‌ها، مارهای آبی)، آب‌بازسانان، فک‌ها و پنگوئن‌ها).